# Pueblo-opstand
De Pueblo-opstand van 1680, ook wel "Popé's rebellie" genoemd, was een opstand van de indiaanse Pueblo-volkeren tegen de Spanjaarden die de indianen van hun land hadden verdreven. De Pueblo's begonnen een grote wraakaanval nadat de Spanjaarden indiaanse dorpen hadden platgebrand, indiaanse strijders hadden aangevallen en Pueblo-vrouwen en kinderen hadden verkracht en vermoord. Twaalf jaar later, in 1692, heroverden de Spanjaarden Nieuw-Mexico en de Pueblos waren schijnbaar niet sterk genoeg meer om weerstand te bieden. Een luitenant van Popé verwelkomde DeVargas terug.
De opstand was uitgedacht door een shamaanpriester genaamd Popé (of Po'Pay) die was geboren bij Ohkay Owingeh Pueblo (ook bekend  als San Juan Pueblo) en zijn leven doorbracht bij Taos Pueblo. De opstand begon op 10 augustus, San Lorenzo Day, eerder dan was gepland, doordat het plan voor de opstand was uitgelekt door loyale Tewas van Pecos en andere Pueblo's. Weinig Pueblo's namen deel aan de opstand, waarschijnlijk doordat het Piro-volk uit het Socorro-gebied samen met de Spanjaarden zich terugtrok naar El Paso.
De Tweede Pueblo-opstand vond plaats in 1696.